# Solanum sect. Giganteiformia
Solanum sect. Giganteiformia es una sección del género Solanum.
Incluye las siguientes especies.
- Solanum aculeastrum Dunal
- Solanum anomalum Thonn.
- Solanum giganteum Jacq.
- Solanum goetzei Dammer
- Solanum kwebense N. E. Br.
- Solanum marginatum L. f.
- Solanum schimperianum Hochst. ex A. Rich